# György Ligeti
György Sándor Ligeti (pron. IPA: /'ɟørɟ 'ʃaːndor 'liɡɛti/; Târnăveni, 28 maggio 1923 – Vienna, 12 giugno 2006) è stato un compositore ungherese naturalizzato austriaco, visto spesso come uno fra i più grandi compositori di musica del XX secolo.
La sua produzione va essenzialmente annoverata nell'ambito della musica contemporanea, ma al grande pubblico è probabilmente più noto per vari suoi brani che caratterizzano in modo rilevante i film di Stanley Kubrick come 2001: Odissea nello spazio, Shining e Eyes Wide Shut.

## Biografia

### Origini e giovinezza
Ligeti nacque a Târnăveni (Dicsőszentmárton), all'epoca Regno di Romania, dall'oculista Ilona Somogyi e dall'economista Sándor Ligeti.
La famiglia di suo padre apparteneva a quella di Leopold Auer, il nome di famiglia germanico originale Auer venne nel tempo, per assimilazione culturale, da Auer trasformato nel magiaro Ligeti.
La stessa cosa accadde al cognome materno, originariamente germanico Schlesinger. I genitori Ligeti avevano origini ebraiche, ma non come religione professata.
La famiglia Ligeti visse a Cluj-Napoca (Kolozsvár). Ligeti frequentò una scuola ungherese, poi frequentò il ginnasio romeno.
I suoi genitori lo iscrissero nel 1936 a lezioni di pianoforte, e nel giro di un anno compose già una sinfonia. Dopo aver finito il liceo nel 1941, si iscrisse alla facoltà di Fisica e Matematica. Ligeti iniziò una vera istruzione musicale con Sándor Veress, Pál Járdányi, Lajos Bárdos e Ferenc Farkas in teoria musicale e organo al „Conservatorul de Muzică din Cluj” (ora Academia de Muzică Gheorghe Dima). La città di Cluj-Napoca, così come una parte della Transilvania, dopo il secondo arbitrato di Vienna del 1940 tornò ad essere dominio ungherese. Continuò i suoi studi a Budapest dopo la guerra, interrotti nel 1944 per assolvere il servizio militare nelle forze armate ungheresi. Ligeti subì un bombardamento da parte delle forze armate sovietiche in un campo di prigionia e riuscì a fuggire.
Il padre partecipò alla prima guerra mondiale e deportato, morì poi nell'aprile 1945 nel campo di concentramento di Bergen-Belsen, il fratello minore Gábor nel marzo 1945 nel campo di concentramento di Mauthausen; la madre sopravvisse al campo di concentramento di Auschwitz.
Dopo la guerra, Ligeti riprese i suoi studi a Budapest, laureandosi nel 1949. Studiò con Pál Kadosa, Ferenc Farkas, Zoltán Kodály e Sándor Veress. Continuò il suo lavoro di musica etnica con la musica popolare rumena, ma dopo un anno tornò alla sua vecchia scuola a Budapest, questa volta come docente di armonia, contrappunto e analisi musicale. Tuttavia le comunicazioni tra l'Ungheria e l'occidente vennero interrotte dal governo comunista di allora e Ligeti doveva ascoltare segretamente le trasmissioni radio per tenersi aggiornato circa gli sviluppi musicali.
(György Ligeti, 1995, Begleittext zu György Ligeti Works, Sony Classical 2010.)

### 1956-2006
Nel dicembre del 1956, due mesi dopo la repressione della rivolta ungherese attuata dall'esercito sovietico, fuggì a Vienna e infine ottenne la cittadinanza austriaca.
Lì ebbe la possibilità di incontrare personaggi importanti di avanguardia dai quali era stato isolato in Ungheria. Tra questi, i compositori Karlheinz Stockhausen e Gottfried Michael König, entrambi innovatori di allora dediti alla musica elettronica. Ligeti lavorò nel loro stesso studio, a Colonia, e fu ispirato dai suoni che poteva creare lì. Ad ogni modo, produsse poca musica elettronica da sé, e non si concentrò su lavori strumentali che contenessero strutture elettroniche.
Da questo momento, l'opera di Ligeti divenne maggiormente conosciuta e rispettata, e si potrebbe dire che le sue più note composizioni abbraccino il periodo che va da Apparitions (1958-9) a Lontano (1967), sebbene la sua ultima opera lirica, Le Grand Macabre (1978), sia pure molto famosa. In anni più recenti, i suoi tre libri per pianoforte Études sono diventati abbastanza noti grazie alle registrazioni di Pierre-Laurent Aimard, Fredrik Ullén, Francesco Libetta e altri.
Nel 1973 György Ligeti ottenne una cattedra ad Amburgo, lasciata nel 1989. Dagli anni ‘80 ha dovuto sopportare i problemi di una cattiva salute, che ha rallentato la sua produzione, per quanto abbia continuato a scrivere.
Ligeti ha anche espresso una passione per la geometria frattale di Benoît Mandelbrot, e gli scritti di Lewis Carroll e Douglas R. Hofstadter.
György Ligeti è morto a Vienna il 12 giugno 2006 all'età di 83 anni. Il suo unico figlio Lukas Ligeti è anch'egli compositore.

## Musica
Le prime composizioni di Ligeti si possono considerare un'estensione del linguaggio musicale del suo compatriota Béla Bartók.
I pezzi pianistici, Musica Ricercata (1951-53), ad esempio, sono spesso confrontati con la raccolta di brani di Bartók Mikrokosmos. La raccolta di Ligeti comprende in totale undici pezzi. Il primo usa quasi esclusivamente una nota, il la, ascoltato in molteplici ottave. Il brano è composto da incastri ritmici continui tra la mano destra e la sinistra.
Nelle prime due battute del brano, il compositore presenta tutte le ottave della nota la che userà nel brano; da quel momento in poi evolve continuamente la cellula ritmica base.
Solo veramente alla fine del brano si sente una seconda nota, il re.
Il secondo brano è formato da tre note, il terzo pezzo da quattro, e così via, cosicché nell'undicesimo brano sono presenti tutte e dodici le note della scala cromatica.
Già in questo primo livello della sua carriera, Ligeti venne colpito dal regime comunista presente in Ungheria in quel periodo. Il decimo pezzo di Musica Ricercata fu censurato dalle autorità a causa del suo stile "decadente". Sembra che fosse tacciato di questo per il suo uso generoso degli intervalli di seconda minore.
Il Concert romanesc (1951), perfettamente tonale, costituito da temi in parte ripresi dal folclore rumeno e in parte scritti dallo stesso Ligeti sulla falsariga della musica popolare, venne bandito dalle autorità perché conteneva una modulazione non rispondente ai canoni del "realismo socialista" e quindi vietata: in un accordo di Fa maggiore era infatti contenuto un Fa bemolle, creando così una dissonanza non gradita al regime, il quale proibì l'esecuzione del pezzo.
Data la direzione molto più radicale nella quale Ligeti voleva portare la sua musica, non è sorprendente che sentisse la necessità di lasciare l'Ungheria. Arrivato a Colonia, iniziò a scrivere musica elettronica accanto a Karlheinz Stockhausen. Produsse solo tre opere, che tuttavia includono Glissandi (1957) e Artikulation (1958), prima di riprendere la musica strumentale.
La sua musica sembra essere stata influenzata successivamente dai suoi esperimenti elettronici, e molti suoni che creò ne riproducono la caratteristica struttura. Apparitions (1958-59) fu il primo componimento che lo portò all'attenzione della critica, ma è la sua opera seguente, Atmosphères, che oggi risulta essere più nota.
Venne impiegata, insieme ad alcuni estratti da Lux Aeterna e Requiem nella colonna sonora di 2001: Odissea nello spazio di Kubrick; in effetti, la musica fu adattata senza il permesso di Ligeti, il quale intentò (e vinse) una causa contro il regista statunitense reo di aver utilizzato una porzione di "Aventures" pesantemente rielaborata per la sequenza finale del film.
Atmosphères (1961) è scritto per una grande orchestra. È visto come un pezzo fondamentale nella produzione del compositore ungherese, poiché contiene molte delle innovazioni che avrebbe esplorato nel corso degli anni ‘60.
Effettivamente abbandona melodia, armonia e ritmo, per concentrarsi invece puramente sul timbro del suono prodotto, una tecnica conosciuta come sound mass.
Apre con i maggiori cluster mai scritti – viene suonata ogni nota di una scala cromatica nell'intervallo di cinque ottave.
Il pezzo sembra poi perdere il suo massiccio accordo iniziale, ma molto lentamente, con un continuo mutare di struttura.

Ligeti coniò il termine "micropolifonia" per la tecnica di composizione usata in Atmosphères, Apparitions e in altri suoi lavori del periodo.
Spiegò così la micropolifonia: «La complessa polifonia di ciascuna parte è incorporata in un flusso armonico-musicale nel quale le armonie non cambiano improvvisamente, ma si fondono l'una nell'altra; una combinazione distinguibile di intervalli sfuma gradualmente, e da questa nebulosità si scopre che una nuova combinazione di intervalli prende forma».

### L'ultimo periodo
Dagli anni ‘70 Ligeti scelse uno stile più melodico, concentrandosi nel contempo sul ritmo.
Brani come Continuum (1970) e Clocks and Clouds (1973) furono scritti prima che il compositore ascoltasse la musica di Steve Reich e Terry Riley nel 1972, eppure il secondo dei suoi Tre pezzi per due pianoforti, "Autoritratto con Reich e Riley (e Fryderyk Chopin sullo sfondo)", sancisce questa influenza.

Ligeti si interessò anche degli aspetti ritmici della musica africana, specialmente quella dei pigmei.
Nella metà degli anni ‘70 scrisse la sua prima opera lirica, Le Grand Macabre (da Gheldelrode), un'opera legata al teatro dell'assurdo con molti riferimenti escatologici.
La musica degli anni ‘80 e ‘90 continuò enfatizzando complessi ritmi meccanici, spesso in un linguaggio cromatico meno denso (si possono notare triadi maggiori e quelle minori nonché strutture polimodali).
Particolarmente significativi sono gli Études pour piano (libro I, 1985; libro II, 1988-94; libro III, 1995-2001) che nascono da fonti diverse come il gamelan, i poliritmi africani, Bartók, Conlon Nancarrow e il pianista jazz Bill Evans.
Altri lavori degni di nota in questa vena sono il Trio per corno, violino e pianoforte (1982), il Concerto per pianoforte (1985-88), il Concerto per violino (1992) e i Nonsense-Madrigals (su testi di Lewis Carroll, William Brighty Rands e Heinrich Hoffmann) per coro a cappella (1988–93).
La più recente composizione di Ligeti è il Concerto di Amburgo per corno e orchestra da camera (1998-99, rivisto nel 2003). La partitura a stampa e il manoscritto del Concerto di Amburgo contengono numerosi errori e incongruenze. La revisione del brano, realizzata dal compositore italiano Alessio Elia e pubblicata nel libro "The Hamburgisches Konzert di György Ligeti", edito da Edition Impronta, è stata utilizzata per la prima esecuzione riveduta di quest'opera, realizzata dal Concerto Budapest Ligeti Ensemble con Szabolcs Zempléni come corno solista presso il Budapest Music Center durante il Festival Ligeti 100, in occasione del centenario della nascita del compositore. L'orchestra avrebbe dovuto essere diretta da Peter Eötvös, sostituito per indisposizione da Gergely Vajda.

## Opere
- Quartetto d'archi (un movimento) (1938)
- Klavierstücke per pianoforte (1938-43)
- Simfonía (1939-40)
- Piccolo Trio per violino, violoncello (o viola) e pianoforte (1941-42)
- Pièce per coro a cappella, (1941-1943)
- Quaderno di esercizi per pianoforte e organo (1942-48)
- Cantata nº1: Et circa horam nonam, per mezzosoprano 2 cori misti e accompagnamento musicale (1944)
- Frühe Stücke (studi per i giovani) per pianoforte a 4 mani (1942-43-50-51)
- Duo per violino e violoncello (1945)
- Ajánlás (Dedica), Pueto senza parole per soprano, baritono o coro misto a cappella (1945)
- Bicinia Biciae sette duetti per soprano e baritono o coro misto a cappella (1945)
- Burját-Mongol aratódal (Canzone di mietitore Mongolo-Buriato), per coro (1945)''
- Három József Attila-kórus, tre brani per coro, da Attila Jozef (1945)
- Cantata nº2: Venit Angelus, per mezzosoprano, coro misto e accompagnamento musicale (1945)
- Idegen földón (all'estero), da testi di Bálint Balassa e poemi popolari, per coro femminile a cappella (1945 – 46)
- Duo per violino e pianoforte (1946)
- Bujdosó (vagando), per coro misto a cappella (1946)
- Két Balassa Bálint-kórus (due brani per coro da Balint Balassa), per coro misto a cappella (1946)
- Magány (solitudine), da un poema di Sandor Weöres, per coro misto a cappella (1946)
- Három Weöres-dal (Tre canti da Sandor Weöres), per voce e pianoforte (1946)
- Invenzione per pianoforte (1947-48)
- 2 Capricci per pianoforte (1947-48)
- Ha Folyóvíz volnék (Se fosse acqua del fiume), canone a 4 voci (1947-53)''
- Mifiso la sodo per piccola orchestra (1948)
- Invenzione per pianoforte (1948)
- Bölcsötöl a Sírig (Dalla culla alla tomba), per soprano, mezzosoprano, oboe, clarinetto e quartetto d'archi (1948)''
- Sonata per violoncello solo (1948-53)
- Régi magyar társas táncok (Antiche danze ungheresi) concerto per flauto, clarinetto e orchestra d'archi (1949)''
- Ballade und Tanz da canzoni popolari rumene per orchestra giovanile (1949-50)
- Ballade und Tanz da canzoni popolari rumene per 2 violini (1950)
- Andante e Allegro per quartetto d'archi (1950)
- 2 movimenti per quartetto d'archi (1950)
- Kállai kettös (Danza doppia di Kallo), per coro misto a cappella (1950)''
- Lakodalmas (Danza nuziale), per coro misto a cappella (1950)''
- Tél (Inverno), 2 brani per coro misto a cappella (1950)''
- Három József Attila-dal (Tre canti da Attila Jozsef), per voce e pianoforte (1950)''
- Négy Lakodalmi tánc (Quattro danze nuziali), per 3 voci femminili e pianoforte (1950)''
- Petöfi bordala (Canzone per brindisi di Petöfi), per voce e pianoforte (1950)''
- Román népdalok és táncok (canti e balli folcloristici romeni), para mezzosoprano, baritono e orchestra (1950)
- Sonatina per pianoforte a 4 mani (1951)
- Grande sonata militare per pianoforte (1951)
- Concert românesc (Concerto romeno), per orchestra (1951)
- Az Asszony és a katona (la donna e il soldato) per coro misto a cappella (1951)''
- Középlokon esik az esö (piove a Kozéplok), per coro misto a cappella (1951)
- Musica ricercata, 11 pezzi per pianoforte (1951-1953)
- Concert Românesc (Concerto Rumeno), per piccola orchestra (1952)
- Haj, ifjèság (gioventù), per coro misto a cappella (1952)
- Hortobágy, tre brani per coro misto a cappella (1952)
- Pletykázó asszonyok (donne che …), canone a 4 voci (1952)
- Öt Arany-dal (cinque canti da Arany), per voce e pianoforte (1952)
- 6 Bagatelle per quintetto di fiati (1953)
- Hat inaktelki népdal (sei canti popolari da Inaktelke) per 3 cori femminili e piccola orchestra (1953)
- Inaktelki nóták (canti da Inaktelke), per coro misto a cappella (1953)
- Pápainé (la signora Pápai), Ballata popolare ungherese per coro misto a cappella (1953)
- Omaggio a Girolamo Frescobaldi: Ricercare, per organo (1953-1984)
- Quartetto d'archi n.1, "Métamorphoses nocturnes" ("Metamorfosi notturne") (1953-54)
- Sechs Miniaturen per doppio quintetto di fiati (1953-75)
- Ejszaka, Reggel (notte, mattina), da poemi d Sandor Weöres per due cori misti a cappella (1955)
- Mátraszentimrei Dalok (canti di Mátraszentimre), da poemi ungheresi per coro di voci bianche o femminile a cappella (1955)
- Fehér és fekete (bianco e nero) per pianoforte (1955-56)
- Istar pokoljárása (In attesa degli inferni di Istar), per solista, coro misto e orchestra (1955–56)
- Fantasia cromatica, per pianoforte (1956)
- Vízlók (visioni), per orchestra (1956)
- Variations concertantes, per 18 strumenti (1956)
- Brano elettronico n.3, musica elettronica (1957)
- Glissandi, musica elettronica (1957)
- Artikulation, musica elettronica (1958)
- Apparitions, per orchestra (1958-59)
- Frammento, per orchestra da camera (1961)
- Atmosphères, per grande orchestra (1961)
- 3 Bagatelle, cerimoniali musicali per pianoforte (1961)
- Die Zukunft der Musik (il futuro della musica) composizione collettiva, provocazione musicale per altoparlanti in auditorium (1961)
- Volumina, per organo (1961-62, rivista 1966)
- Poema sinfonico per 100 metronomi (1962)
- Aventures et nouvelles aventures, Azione scenica in 14 scene, per 3 voci soliste e 7 strumenti (1962-66)
- Requiem, per soprano e mezzo soprano solista, 2 cori misti e orchestra (1963-65)
- Concerto per violoncello e orchestra (1966)
- Lux Aeterna, per 16 voci soliste (1966)
- Lontano, per grande orchestra (1967)
- Due studi: Harmonies e Coulée, per organo (1967-69)
- Continuum, per clavicembalo (1968)
- Ramifications, per orchestra d'archi o 12 archi solisti (1968-69)
- Quartetto d'archi n. 2 (1968)
- Dieci pezzi per quintetto di fiati (1968)
- Concerto da camera per 13 strumentisti (1969-70)
- Melodien, per orchestra (1971)
- Concerto doppio per flauto, oboe e orchestra (1972)
- Clocks and Clouds (Orologi e Nuvole), per 12 voci femminili e orchestra (1973)
- Polifonia di San Francisco, per orchestra (1973-74)
- Le Grand Macabre Opera in due atti. Libretto Michael Meschke e György Ligeti da Michel de Ghelderode(1974-77/1996)
- Monument. Selbstportrait. Bewegung (monumento, autoritratto, movimento), per 2 pianoforti (1976)
- Rondeau, monologo per voce recitante e banda (1978)
- Passacaglia ungherese per clavicembalo (1978)
- Rock ungherese per clavicembalo (1978)
- Scènes et interludes du Grand Macabre, per quattro voci soliste, coro misto e orchestra (1978)
- Omaggio a Hilding Rosenberg, per violino e pianoforte (1982)
- Trio per violino, corno e pianoforte "Hommage à Brahms" (1982)
- Drei Phantasien nach Friedrich Hölderlin (tre fantasie da Friedrich Hölderlin), per coro misto a cappella (1982)
- Magyar Etüdök (studi ungheresi), da Sandor Weöres, per coro misto a cappella (1983)
- Studi per pianoforte, primo libro (n.1-6) (1985)
- Die große Schildkrötenfanfare vom Südchinesischen Meer (la fanfara della grande tartaruga del mare del sud della Cina) per tromba (1985)
- Concerto per pianoforte e orchestra (1985-88)
- Mysteries of the Macabre, per tromba e orchestra (1988)
- Nonsense Madrigals, per 6 voci maschili (1988–89)
- Der Sommer (l'estate), da Friedrich Hölderlin per voce e pianoforte (1989)
- Macabre Collage, estratto dall'opera “Le Grand Macabre” per grande orchestra, adattamento di Elgar Howarth in collaborazione con l'autore (1974-1977/1991)
- Studi per pianoforte, secondo libro (n.7-14)(1988-90-93-94)
- Concerto per violino e orchestra (1990-92)
- Sonata per viola sola (1991-94)
- Mysteries of the Macabre, per soprano e orchestra (1992)
- Studio n. 14a «Coloana Fara Sfârsit», per pianola meccanica (1993)
- L'arrache coeur (il cuore strappato), per pianoforte solo (1994)
- Studi per pianoforte, terzo libro (n.15-18) (1995-2001)
- Concerto di Amburgo, per corno e orchestra da camera con 4 corni naturali (1998-99, rivista 2003)
- Síppal, dobbal, nádihegedűvel, da versi di Weöres Sándor per mezzosoprano e quartetto d'archi (2000)
- Fantasia in la min. per pianoforte a 4 mani (op. postuma)

## Riconoscimenti
- Grawemeyer Award per la composizione (Études for piano) (1986)
- Premio musicale Léonie Sonning (1990)
- Premio Balzan (1991)
- Premio Ernst von Siemens (1993)
- Schock Prize per l'arte musicale (1995)
- Premio Wolf per la categoria Arti (1995/96)
- Premio Kyōto per le arti e la filosofia (2001)
- Polar Music Prize (2004)